# 希塔爾
48°50′30″N 23°17′21″E / 48.84167°N 23.28917°E

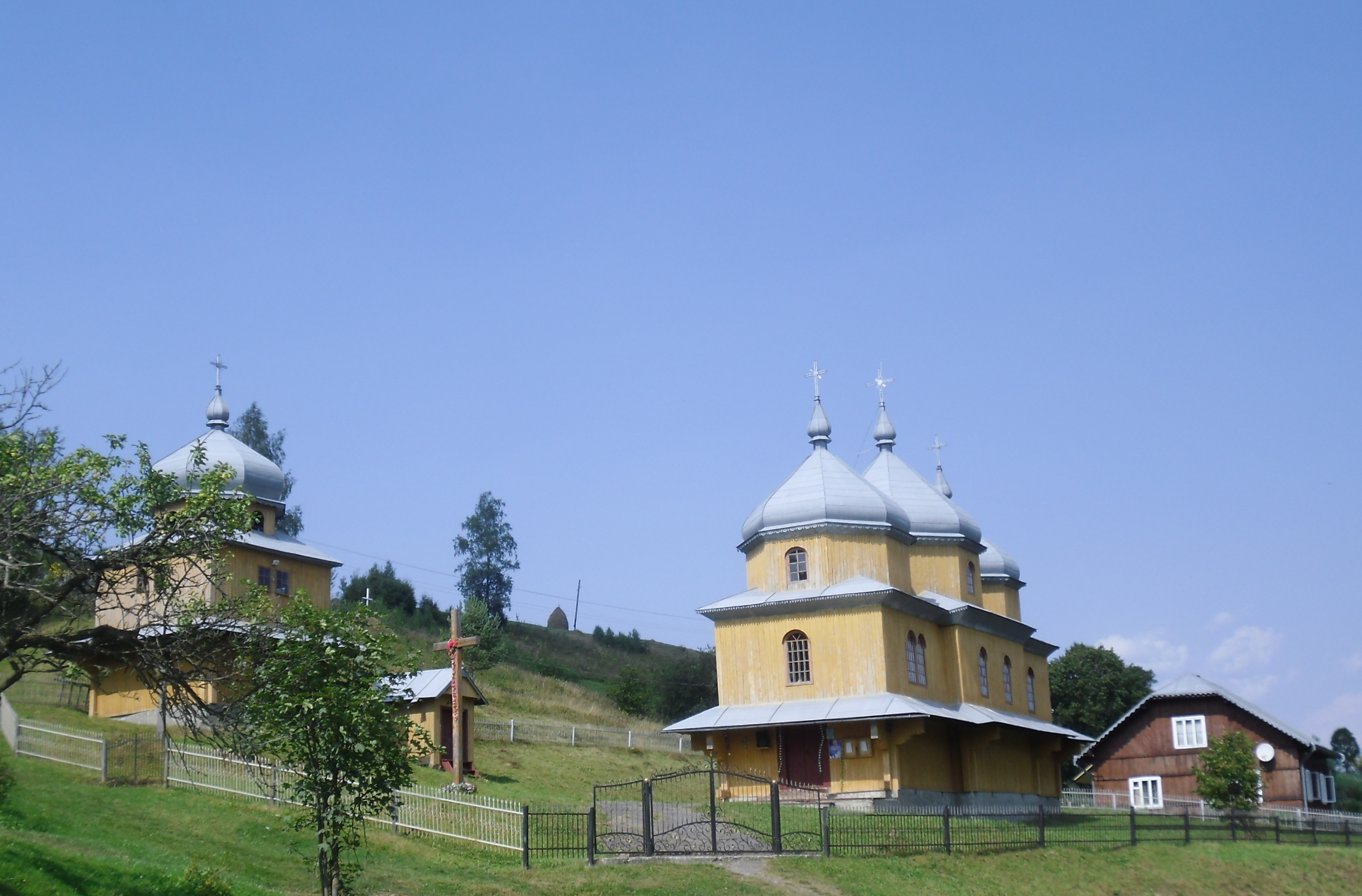
教堂

希塔爾（烏克蘭語：Хітар），是烏克蘭的村庄，位於該國西部利沃夫州，由斯特雷區斯拉夫斯科市镇負責管轄，始建於1572年，面積17.15平方公里，海拔高度744米，2001年人口377，人口密度每平方公里21.98人。